# Stosunki procesowe
Stosunki procesowe w literaturze prawniczej są definiowane jako sytuacje prawne zachodzące między uczestnikami procesu i unormowane przez prawo karne procesowe. Mają charakter społeczny, prawny i dynamiczny. Dzielą się na idealne (pożądane przez ustawodawcę i naukę) oraz faktyczne (stany prawne, tworzące się w konkretnych procesach).